# Barneveld (Wisconsin)
Barneveld és una població dels Estats Units a l'estat de Wisconsin. Segons el cens del 2000 tenia 1.088 habitants.

## Demografia
Segons el cens del 2000, Barneveld tenia 1.088 habitants, 396 habitatges, i 298 famílies. La densitat de població era de 311,2 habitants per km².
Dels 396 habitatges en un 43,2% hi vivien nens de menys de 18 anys, en un 60,4% hi vivien parelles casades, en un 8,8% dones solteres, i en un 24,7% no eren unitats familiars. En el 24,7% dels habitatges hi vivien persones soles el 9,1% de les quals corresponia a persones de 65 anys o més que vivien soles. El nombre mitjà de persones vivint en cada habitatge era de 2,72 i el nombre mitjà de persones que vivien en cada família era de 3,16.
Per edats la població es repartia de la següent manera: un 30,7% tenia menys de 18 anys, un 6,4% entre 18 i 24, un 39,8% entre 25 i 44, un 14,4% de 45 a 60 i un 8,6% 65 anys o més.
L'edat mediana era de 32 anys. Per cada 100 dones de 18 o més anys hi havia 1000 homes.
La renda mediana per habitatge era de 56.000 $ i la renda mediana per família de 58.393 $. Els homes tenien una renda mediana de 34.107 $ mentre que les dones 25.480 $. La renda per capita de la població era de 22.009 $. Aproximadament el 4,7% de les famílies i el 7,5% de la població estaven per davall del llindar de pobresa.

## Poblacions més properes
El següent diagrama mostra les poblacions més properes.